# Alicante (vitigno)
L'Alicante è un vitigno a bacca nera. 
È considerato originario e diffuso dalla Spagna, coltivato anche in alcune regioni dell'Italia meridionale, nella Maremma grossetana e nella provincia di Savona dove prende il nome di Granaccia. In Spagna è conosciuto col nome di Garnacha, in Francia è Alicante o Grenache.

## Descrizione
Deve il suo nome alla omonima città di Alicante, ed è tuttora uno dei vini più popolari della Penisola Iberica.
Nonostante l'uva nera di questa vite produca un vino rosso, ne esistono versioni vinificate in rosato e di gradazione minore.
L'Alicante prende nomi diversi nelle varie regioni in cui si coltiva, ad esempio in Sardegna diventa Cannonau, nelle marche Vernaccia di Serrapetrona o Vernaccia Nera, Alicante Nero nella Maremma Grossetana, in Francia Grenache (componente maggiore dello chateau neuf du pape), in Liguria Granaccia, in Veneto Tai, nella zona del Trasimeno prende il nome di Gamay del Trasimeno.
Le espressioni più conosciute e classiche di questo vitigno sono vini di intenso colore rosso e di corpo intenso, ma alcuni produttori stanno dando nuova vita a questo vitigno con espressioni più leggere e delicate. È presente anche in Maremma dove all'inizio fu usato per la produzione del Morellino di Scansano, assieme al Sangiovese. Attualmente è poco presente nei Morellini moderni, mentre lo si trova in grandi vini rossi nella zona del Montecucco (GR). Sempre in Maremma, nella zona intorno Roccatederighi, lo si trova sporadicamente in vecchie vigne, una volta abbandonate ma che ora si stanno a mano a mano recuperando grazie al lavoro di giovani vignaioli del posto.
In Sardegna è coltivata un'uva chiamata Alicante, ma è diversa dal Cannonau, cioè dalla Garnacha spagnola, poiché l'Alicante italiana è stata ottenuta come incrocio tra 2 vitigni: la Grenache e il Petit Bouschet.